# Hemisemidalis longipennis
Hemisemidalis longipennis är en insektsart som först beskrevs av Bo Tjeder 1957.  Hemisemidalis longipennis ingår i släktet Hemisemidalis och familjen vaxsländor. Inga underarter finns listade i Catalogue of Life.